# Белохохлый солнечный луч
Белохохлый солнечный луч (лат. Aglaeactis castelnaudii) — вид птиц из семейства колибри (Trochilidae).

## Описание
Размер взрослой особи 12 см, вес 7—8,5 г. Прямой чёрный клюв.
Как и у многих других колибри, голос у белохохлого солнечного луча тихий и незаметный. Они издают повторяющиеся крики цит, а также серии titi-tsreet-tsreet-tsreet. Последние используются только в ситуациях враждебного поведения.
Питаются нектаром цветов и насекомыми. Последних птица ловит на лету. Питаются на растениях следующих родов: Barnadesia, Berberis, Brachyotum, Centropogon, Labiatae, Lupinus, Salpichroa, Siphocamplos.

## Распространение
Эндемик Перу. Размер популяции неизвестен, но считается, что виду угрожает сведение лесов, поэтому МСОП присвоил виду охранный статус «Близки к уязвимому положению» (NT).